# Conchaspididae
Conchaspididae Green è una piccola famiglia di insetti appartenente all'ordine dei Rincoti Omotteri, superfamiglia Coccoidea.

## Descrizione
I Conchaspididae hanno una stretta affinità morfologica con i Diaspini, da cui differiscono per il minore grado di neotenia delle femmine, per l'assenza di un vero e proprio pigidio e per le caratteristiche strutturali del follicolo.
La femmina ha un corpo appiattito, generalmente biancastro, di piccole dimensioni e di forma ovale, racchiuso all'interno di un follicolo. Le antenne sono brevi ma pluriarticolate, composte da 3-5 segmenti, zampe brevi ma evidenti, con tibia e tarso fusi, occhi assenti e sostituiti da macchie tegumentali. Gli ultimi uriti addominali sono ridotti ma non fusi a formare un vero e proprio pigidio come nei Diaspini.
Il corpo è racchiuso all'interno di uno scudetto protettivo formato da cera compatta (follicolo), simile a quello dei Diaspini, ma a differenza di questi non include i resti delle exuvie degli stadi preimmaginali. Il follicolo è di colore biancastro, presenta spesso un pronunciamento di forma conica, da cui si diramano carene radiali; in alcune specie il pronunciamento è assente ma sono generalmente presenti le carene.

## Biologia
I Conchaspididae sono generalmente associati ad alberi e arbusti e, frequentemente, si possono rinvenire anche su orchidee, palme ed euforbie. Lo sviluppo postembrionale si svolge, nelle femmine, in due stadi di neanide, e, nel maschio, in quattro stadi, di cui gli ultimi due sono ninfali.

## Distribuzione
La famiglia è rappresentata in tutte le zoogeografiche della Terra, con una netta prevalenza nelle regioni tropicali. Il maggior numero di specie è rappresentato nella regione afrotropicale.
La specie Conchaspis angraeci, cosmopolita, espande il suo areale alle regioni temperate, mentre altre specie possono essere occasionalmente invasive presentandosi su piante ornamentali in ambiente protetto.
Si nutrono di linfa delle piante. Si trovano su rappresentanti delle seguenti famiglie e specie vegetali:
- Agavaceae: Yucca (Yucca aloifolia, Yucca gloriosa)
- Apocynaceae: Allemanda hendersonii, Plumeria, Tabernaemontana
- Aquifoliaceae: Ilex
- Araliaceae: Brassaia (Brassaia actinophylla),Nothopanax
- Asclepiadaceae: Hoya carnosa, Stephanotis
- Bignoniaceae: Kigelia pinnata
- Caricaceae: Carica papaya
- Chrysobalanaceae: Chrysobalanus icaco
- Ericaceae: Rododendro
- Euphorbiaceae: Acalypha, Codiaeum, Croton, Euphorbia, Pedilanthus, Trigonostemon
- Fabaceae: Glicine
- Flacourtiaceae
- Lauraceae: Nectandra coriacea, Ocotea catesbyana, Persea
- Malvacee: Ibisco
- Moraceae: Ficus sagitata
- Miricacee: Myrica cerifera
- Nyctaginaceae: Bougainvillea
- Orchidaceae: Angraecum
- Piperaceae: Piper angustifolium
- Pittosporaceae: Pittosporum
- Polygonaceae: Coccoloba
- Rubiacee: Ixora
- Rutacee: Boronia eterofilla
- Sapotacee: Sideroxilon

## Sistematica
La famiglia comprende 29 specie ripartite fra quattro generi, di cui il più rappresentativo per numero di specie è Conchaspis.

### Generi
- Asceloconchaspis Williams, 1992
- Conchaspis Cockerell, 1893
- Fagisuga Lindinger, 1909
- Paraconchaspis Mamet, 1959